# Wolf WR7
O  WR7/WR8/WR9/WR8/9  é o modelo da Wolf da temporada de 1979 da Fórmula 1. Foi guiado por James Hunt e Keke Rosberg.

## Resultados[1][2][3][4]
(legenda)
| Ano  | Chassi | Motor                | N° | Pilotos      | 1     | 2     | 3   | 4     | 5     | 6     | 7     | 8   | 9     | 10    | 11    | 12    | 13    | 14  | 15    | Pontos | Posição  |  |
| ---- | ------ | -------------------- | -- | ------------ | ----- | ----- | --- | ----- | ----- | ----- | ----- | --- | ----- | ----- | ----- | ----- | ----- | --- | ----- | ------ | -------- |  |
|      |        |                      |    |              |       |       |     |       |       |       |       |     |       |       |       |       |       |     |       |        |          |  |
|      |        |                      |    |              | ARG   | BRA   | RSA | USW   | ESP   | BEL   | MON   | FRA | GBR   | GER   | AUT   | NED   | ITA   | CAN | USA   |        |          |  |
| 1979 | WR7    | Ford Cosworth DFV V8 | 20 | James Hunt   | Ret G | Ret G | 8 G |       | Ret G |       | Ret G |     |       |       |       |       |       |     |       | 0      | NC (14°) |  |
| 1979 | WR7    | Ford Cosworth DFV V8 | 20 | Keke Rosberg |       |       |     |       |       |       |       |     | Ret G |       |       |       |       |     |       | 0      | NC (14°) |  |
| 1979 | WR8    | Ford Cosworth DFV V8 | 20 | James Hunt   |       |       |     | Ret G |       | Ret G |       |     |       |       |       |       |       |     |       | 0      | NC (14°) |  |
| 1979 | WR8    | Ford Cosworth DFV V8 | 20 | Keke Rosberg |       |       |     |       |       |       |       | 9 G |       | Ret G |       |       | Ret G |     |       | 0      | NC (14°) |  |
| 1979 | WR9    | Ford Cosworth DFV V8 | 20 | Keke Rosberg |       |       |     |       |       |       |       |     |       |       | Ret G | Ret G |       |     |       | 0      | NC (14°) |  |
| 1979 | WR8/9  | Ford Cosworth DFV V8 | 20 | Keke Rosberg |       |       |     |       |       |       |       |     |       |       |       |       |       |     | Ret G | 0      | NC (14°) |  |